# Kozina (rejon tyśmienicki)
Kozina (ukr. Козина) – wieś na Ukrainie w rejonie tyśmienickim obwodu iwanofrankiwskiego, nad Dniestrem.
Wieś założona w 1577 r. W II Rzeczypospolitej miejscowość należała do gminy wiejskiej Jezupol w powiecie stanisławowskim województwa stanisławowskiego; liczy 651 mieszkańców.
Częścią wsi jest dawniej samodzielna wieś i gmina Pitrycz.